# Thomas-Dehler-Preis (Thomas-Dehler-Stiftung)
Der Thomas-Dehler-Preis der FDP-nahen Thomas-Dehler-Stiftung wird seit 1985 in unregelmäßigen Abständen vergeben. Namensgeber ist der liberale Politiker Thomas Dehler.
Der Preis zeichnet „die Stärkung des Rechtsstaates sowie Verdienste im Kampf gegen Vorurteile, Intoleranz und Hass zwischen Völkern, Rassen, Klassen und Religionen und gegen die Feinde der Freiheit“ aus.
Der Preis ist nicht dotiert und wird im Rahmen einer öffentlichen Veranstaltung verliehen.

## Preisträger
- 1985 Otto Graf Lambsdorff
- 1987 Hans-Dietrich Genscher[2]
- 1988 Simone Veil[3]
- 1989 Martin Bangemann
- 1990 Aníbal Cavaco Silva[2]
- 1991 Kálmán Kulcsár[4]
- 1992 Josef Ertl[2]
- 1993 Günter Kröber/Wolfgang Natonek[5]
- 1995 Martine Dornier-Tiefenthaler[6][7]
- 2006 Wolfgang Gerhardt[8]
- 2007 Wladimir Ryschkow[9]
- 2008 Joachim Gauck[10]
- 2009 Beatrice Weder di Mauro[11]
- 2010 Annette und Reinhard Erös[12]
- 2011 Dick Marty[13][14]
- 2012 Helmut Markwort[15][16][17]
- 2013 Waris Dirie[18][19][20]
- 2019 Veysel Ok[10][21]
- 2024 Mirjam Zadoff[22]